# تسونوكو
ميتسو تيرادا ( باليابانية : 寺 田 光 男 يُنطق باليابانية : تيرادا ميتسو وهو من مواليد 29 أكتوبر 1968) و يشتهر أيضاً باسمه المسرحي تسونوكو ( باليابانية : つ ん く ، غالبًا ما يكتب هكذا : つ ん く ♂) ، هو منتج تسجيلات وكاتب أغاني ومغني ياباني.  هو معروف بشدة لكونه أحد المؤلفين غزيري الإنتاج. تجاوزت إجمالي مبيعات أغانيه الفردية التي كتبها لأزيد من 37 مليون نسخة، مما يجعله خامس أكثر شاعر غنائي مبيعًا في اليابان. 
يشتهر تسونوكو بدورين رئيسيين في المشهد الموسيقي الياباني: أولاً كمغني رئيسي لمجموعة موسيقى الروك الشهيرة شارم كيو، والثاني كمنتج وملحن أساسي وشاعر غنائي ، وهو مؤلف لكثير من أغاني فرق الآيدول مثل مورنيغ موسومي ، بالإضافة إلى المغنيين الفرديين مثل آيا ماتسورا وغيرها من الأيدول المرتبطة بها في إطار Hello! Project فهو الذي كتب وأنتج الغالبية العظمى من أغانيهم التي تتصدر المخططات. كما أنه أنتج موسيقى لفنانين يابانيين آخرين، بما في ذلك الأغنية المنفردة الأولى لأيومي هاماساكي .  نظرًا لتأثيراته الموسيقية، فإنه يستشهد بفيلم البيتلز والموسيقى الشعبية اليابانية (خاصة kayōkyoku) والأغاني الأمريكية والأوروبية التي يتم عزفها على الراديو عندما كان تلميذًا وأعمال الديسكو مثل Chic و Kool &amp; the Gang and أيرث، ويند أند فاير و فرق مثل دوران دوران وذا باور ستيشن .    يُعرف في الغالب خارج اليابان بإنشائه سلسلة ألعاب فيديو نينتيدو Rhythm Tengoku / Rhythm Heaven .

## الحياة الشخصية
في يونيو 2006، تزوج تسونكو من العارضة السابقة كاناكو إيديميتسو (باليابانية : 出光 加奈子 تُنطق باليابانية : إيديميتسو كاناكو) عندما كان يبلغ من العمر 25 عاما من فوكوكا .  الزوجان لديهما توأمان (ولد واحد وفتاة، واسم الفتاة الأكثر شهرة هو هوتزميك) ولدا في عام 2008     وابنة واحدة ولدت في عام 2011.   
نتيجة للزلزال الياباني الذي ضرب اليابان في عام 2011 و تسبب في أضرار كبيرة، كتب تسونوكو أغنية بعنوان Love is Here ~ Kibou no Hikari ~ ، و كرس المال الذي كسبه من مبيعات الأغنية للضحايا. تسونوكو هو واحد من العديد من المشاهير اليابانيين الذين تقدموا لدعم الضحايا وأحبائهم. 
في مارس 2014 ، أعلن تسونوكو في مدونته أنه مصاب بسرطان الحنجرة ، والذي اكتشفه بعد إجراء جراحة في الحلق بسبب حالة غير محددة. كما ذكر أنه يسعى للعلاج من ذلك.   في 4 أبريل 2015 ، كشف تسونكو أنه تمت إزالة أحباله الصوتية كجزء من علاج السرطان. 
في مذكراته، داكارا، إيكيرو ، التي نُشرت في سبتمبر 2015 ، تم الكشف عن تنحيه باسم Hello! المدير العام للمشروع في وقت ما بعد حفل Morning Musume في نيويورك الذي أقيم في 5 أكتوبر 2014.  لا يزال يشارك مع Morning Musume كمنتج الصوت. 
في 4 مايو 2020 ، كان تسونوكو من بين 121 عضوًا في Up-Front Group للمشاركة في عمل عن بعد على YouTube لدعم عمال الخطوط الأمامية أثناء وباء COVID-19 .   

## قائمة التأليف الموسيقي والأعمال الغنائية
| تاريخ النشر    | اسم الأغنية                                                                       | التأليف الموسيقي / غنائي  | المؤدي           | الأغنية الفردية        | الألبوم                                                                                     | المراجع والملاحظات                |
| -------------- | --------------------------------------------------------------------------------- | ------------------------- | ---------------- | ---------------------- | ------------------------------------------------------------------------------------------- | --------------------------------- |
| 22 يوليو 1992  | Jū Hakka Getsu (18ヶ月 18 Months)                                                 | التأليف الموسيقي * وكلمات | شارم كيو         | Jū Ha18 ka Getsu       |                                                                                             | * موسيقى مشتركة مع هاتاكي         |
| 23 سبتمبر 1992 | Sakuretsu! Henachoco Punch (炸裂!へなちょこパンチ Explosion! Novice Punch)        | تأليف الموسيقى وكلماتها   | شارم كيو         | -                      | ساكوريتسو! هيناشوكو بانش                                                                    |                                   |
| 23 سبتمبر 1992 | ー メ ン 大好 き 小池 さ ん の 唄                                                 | كلمات                     | شارم كيو         | -                      | ساكوريتسو! هيناشوكو بانش                                                                    |                                   |
| 23 سبتمبر 1992 | お 嬢 様                                                                          | كلمات                     | شارم كيو         | -                      | ساكوريتسو! هيناشوكو بانش                                                                    |                                   |
| 23 سبتمبر 1992 | の 不良 に な れ な い 少年 た ち                                                 | تأليف الموسيقى وكلماتها   | شارم كيو         | -                      | ساكوريتسو! هيناشوكو بانش                                                                    |                                   |
| 23 سبتمبر 1992 | パ パ と イ き た い！                                                            | التأليف الموسيقي * وكلمات | شارم كيو         | -                      | ساكوريتسو! هيناشوكو بانش                                                                    | * موسيقى مشتركة مع هاتاكي         |
| 23 سبتمبر 1992 | ど う し て 「ス キ」 と 言 え な か っ た の？                                   | التأليف الموسيقي * وكلمات | شارم كيو         | -                      | ساكوريتسو! هيناشوكو بانش                                                                    | * موسيقى مشتركة مع هاتاكي         |
| 24 فبراير 1993 | Tottemo Merry-Go-Round (とってもメリーゴーランド Really Merry-Go-Round)           | تأليف الموسيقى وكلماتها   | شارم كيو         | Tottemo Merry-Go-Round |                                                                                             |                                   |
| 24 مارس 1993   | 友 達 は い ま す か                                                              | التأليف الموسيقي * وكلمات | شارم كيو         |                        | Urekko e no Michi Jūtaichū (売れっ子への道 渋滞中 The Road to My Favourite Kid (Congested)) | * موسيقى بالاشتراك مع شو          |
| 28 يناير 1998  | قهوة الصباح                                                                       | تأليف الموسيقى وكلماتها   | مورنيج موسومي    | قهوة الصباح            | أول مرة                                                                                     |                                   |
| 28 مارس 2012   | "Mirai ga Watashi o Matteiru" (未来が私を待っている The Future is Waiting For Me) | كلمات                     | افيليا ساجا ايست |                        |                                                                                             | * موسيقى من ألحان تشيومارو شيكورا |

- جميع الأغاني (التأليف الموسيقي والغنائي) في أغنيات وألبومات Morning Musume (باستثناء الجانب الفردي السابع عشر A ، والجانب الفردي الثلاثين B ، والجانب الثاني والعشرون B ، وكلا جانبي الأغنية السابعة والثلاثين، بالإضافة إلى الألبوم Cover You ). للحصول على القائمة المكتملة، انظر تصوير مورنيغ موسومي
- جميع الأغاني (التأليف الموسيقي والغنائي) في Berryz Kobo (باستثناء موسيقى أول أغنيتين من أغنيتهما التاسعة والعشرون، والجانب A من الأغنية المنفردة السادسة عشر) ، لطيف (باستثناء جانبي الأغنية التاسعة) ، S / mileage and أغاني وألبومات GAM.
- قبل عام 2006 ، كانت جميع الأغاني (التأليف الموسيقي والغنائي) في ألبومات وألبومات Melon Kinenbi (باستثناء الجانب A الفردي الرابع والثاني عشر ؛ الجانبان الفرديان الخامس والسادس ب).
- جميع الأغاني (التأليف الموسيقي والغنائي) في أغنيات وألبومات vu-den (باستثناء الجانب A الأول والثالث).

## ديسكغرفي

### ألبومات
| ترتيب الألبوم | الأسم | تاريخ النشر    |
| ------------- | --- | -------------- |
| 1             | ليلة عصيبة | 6 ديسمبر 2000  |
| 2             | تأخذ 1 | 18 فبراير 2004 |
| 3             | Type2 (タイプ2) | 13 يوليو 2005  |
| 4             | V3~Seishun Cover~ (V3～青春カバー～) | 28 يونيو 2006  |
| 5             | ''"Sharam Q ~ Morning Musume" ~Tsunku 15 Years in Entertainment Commemoration Album~'' 「シャ乱Q～モーニング娘。」～つんく♂芸能生活15周年記念アルバム～ | 26 سبتمبر 2007 |
| 6             | "Tsunku Best Work Collection" (「つんく♂ベスト作品集」)                                                                                                 | 5 ديسمبر 2007  |

### الفردي
| ترتيب الأغنية | أسم الأغنية                            | تاريخ النشر    |
| ------------- | -------------------------------------- | -------------- |
| 1             | "Love ~Dakiatte~" (Love～抱き合って～) | 28 أبريل 1999  |
| 2             | " المسني "                             | 3 نوفمبر 1999  |
| 3             | "Suggoi Ne!" (すっごいね!)             | 27 فبراير 2002 |
| 4             | "Shoppai ne" (しょっぱいね)            | 26 سبتمبر 2012 |

## روابط خارجية
- باللغة اليابانية Official website
- باللغة اليابانية Official Up-Front Works profile